# 家族X
『家族X』（かぞくえっくす）は、2010年7月29日に公開された吉田光希監督の日本映画。

## 概要
第20回ぴあフィルムフェスティバルスカラシップ作品であり、2011年第61回ベルリン国際映画祭フォーラム部門で正式上映された。
UNI JAPAN日本映画データベースによれば「痛烈な家族ドラマ」と、またキネマ旬報映画データベース（KINENOTE）によれば「崩壊の予兆のある家族の微妙な関係を優しく静かに描き出す」と紹介されている。

## あらすじ
東京の郊外に、念願のマイホーム住居を構えた橋本家。しかし、橋本家は一見すると幸福な家族に見えたが、内情は家庭崩壊寸前だった。
専業主婦である橋本路子（南果歩）はマイホームと同時に幸せも手に入れたと信じていた。だが、失職寸前の夫、橋本健一（田口トモロヲ）とは会話することもなく、また就職浪人中の息子、橋本宏明（郭智博）はアルバイト先と自室の間を往復するのみで、路子は虚無感を覚えるようになっていた。
毎日孤独に料理を作り続ける路子は少しずつ追い詰められ、次第に心を病んでいくのだった。

## スタッフ
- 監督 - 吉田光希[4]
- プロデューサー - 天野真弓[4]
- 脚本 - 吉田光希[4]
- 撮影 - 志田貴之[4]
- 美術 - 井上心平[4]
- 編集 - 早野亮[4]、吉田光希[4]
- 音楽 - 世武裕子[4]
- 照明 - 斉藤徹[4]
- 録音 - 加藤大和[4]
- 整音 - 照井康政[4]
- 装飾 - 渡辺大智[4]
- スクリプター - 西岡容子[4]
- 制作担当 - 和氣俊之[4]
- 助監督 - 松倉大夏[4]

## キャスト
- 南果歩 - 橋本路子[4]
- 田口トモロヲ - 橋本健一[4]
- 郭智博 - 橋本宏明[4]
- 筒井真理子 - 相田暁美[4]
- 村上淳 - 運転手・野崎[4]
- 森下能幸 - 小林[4]
- 田村泰二郎[3]
- 大久保桂輔[3]
- 杉内貴[3]
- 松澤仁晶[3]
- 成田瑛其[3]
- 宮重キヨ子[3]